# الاتحاد الآسيوي لكمال الأجسام واللياقة البدنية
| منظمة كمال أجسام                               | منظمة كمال أجسام                                     | منظمة كمال أجسام |
| ---------------------------------------------- | ---------------------------------------------------- | ---------------- |
| الاتحاد الآسيوي لكمال الأجسام واللياقة البدنية |                                                      |                  |
| معلومات عامة                                   |                                                      |                  |
| الاسم المختصر                                  | AFBF                                                 |                  |
| تأسيس                                          | 2010، المنامة، البحرين                               |                  |
| بيانات تفصيلية                                 |                                                      |                  |
| المنظمة الأم                                   | الاتحاد الدولي لكمال الأجسام واللياقة البدنية (IFBB) |                  |
| الاتحادات الأعضاء                              | 38                                                   |                  |
| الرئيس                                         | الشيخ عبدالله بن راشد آل خليفة                       |                  |
| المقر                                          | المنامة، البحرين                                     |                  |
| المنافسات                                      |                                                      |                  |
| المنافسات                                      | بطولة آسيا بكمال الأجسام للهواة                      |                  |

الاتحاد الآسيوي لكمال الأجسام واللياقة البدنية اتحاد رياضي إقليمي يشرف على رياضة كمال الأجسام في آسيا وهو عضو في الاتحاد الدولي لكمال الأجسام واللياقة البدنية (IFBB).
تأسس إثر فضيحة الرشاوي في الاتحاد السابق سنة 2010م.

## رؤساؤه
- الشيخ عبدالله بن راشد آل خليفة

## وصلات خارجية
- الموقع الرسمي ل لاتحاد الآسيوي لكمال الأجسام واللياقة البدنية.
- الاتحاد الدولي لكمال الأجسام واللياقة البدنية.